# Хигаси-ку
Хигаси-ку (яп. 東区) — район города Ниигата префектуры Ниигата в Японии. По состоянию на 1 июня 2013 года население района составило 137 790 человек, плотность населения — 3 550 чел / км ².

## История
Район Хигаси-ку был создан 1 апреля 2007 года, когда Ниигата получила статус города, определённого указом правительства.

## География
Хигаси-ку расположен на севере города Ниигата, к востоку от исторического центра Ниигаты в районе Тюо-ку. Японское море омывает северную сторону района, западная граница проходит по реке Синано, восточная — по реке Агано.
Наряду с районом Тюо-ку Хигаси-ку — старейшая часть Ниигаты. В нынешний момент северная и южная части Хигаси-ку — жилые районы, в то время как его центральная часть отдана под деловые и промышленные зоны.
В пределах района, на северо-восточной оконечности, расположен аэропорт Ниигата.

## Транспорт
- Кокудо 113

Железнодорожный:
- Линия Хакусин: станции Огата и Хигаси-Ниигата.
- Линия Синъэцу: станции Этиго-Исияма,